# アポロAS-201
アポロAS-201とはアメリカ合衆国のアポロ計画において、サターンIB 型ロケットを使用して最初に行われた発射試験である。

## 目的
AS-201はサターンIB の初の試験飛行であるのみならず、実物のアポロ司令・機械船を初めて宇宙空間に送る実験でもあった。サターンIB は、アポロ計画の初期段階ですでに10回の試験飛行に成功しているサターンI 型ロケットの発展型であり、第一段ロケットの出力はI 型の5,800kNから7,100kNにまで高められていた。また第二段ロケットには、サターンV 型ロケットの三段目にも使用されるS-IVB が使用された。S-IVB は、サターンV の二段目にも使用されている、液体水素を燃料とするJ-2ロケットエンジンを1基搭載しており、宇宙空間での再点火が可能であった。
AS-201計画のもう一つの重要な目的は、司令船の熱遮蔽板の性能試験であった。

## 準備
第一段ロケットは、輸送船コンプロマイス号に搭載されて1965年8月14日にケネディ宇宙センターに到着した。第一段はロケットダイン社製のH-1エンジンを8基搭載し、製作はクライスラー社であった。第二段のS-IVB は9月18日、飛行制御装置は10月22日、司令船は10月27日にそれぞれ到着した。第一段は到着後すぐに発射台上に設置され、第二段は10月1日、飛行制御装置は10月25日、司令・機械船は12月26日にそれぞれ設置された。途中さまざまな困難に遭いながらも作業は進められた。

## 飛行

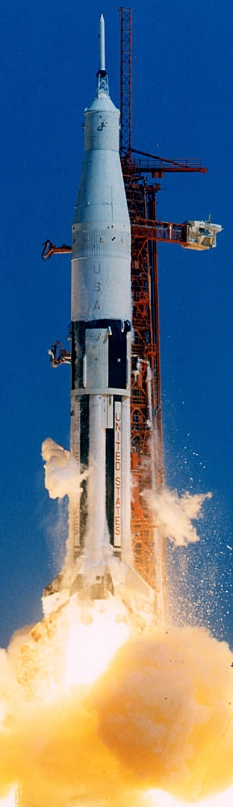
サターンIB 最初の発射実験

AS-201は予定より一か月近く遅れて、1966年2月26日16:12:01（UTC）ケネディ宇宙センター34番発射台から打ち上げられた。第一段ロケットは完璧に作動して高度57kmで切り離され、続いて第二段ロケットが高度425kmに到達するまで燃焼した。高度488kmに到達した時点で司令・機械船が分離された。
さらに機械船のエンジンを184秒間噴射し、10秒間インターバルを置き、もう一度10秒間噴射して宇宙船を加速した。これにより、月飛行において決定的に重要な要素になる機械船エンジンの宇宙での再点火が可能であることが確認された。
司令船は秒速8,300mで大気圏に再突入し、発射から37分後に予定地点から72km離れた海上に着水して、二時間後に航空母艦ボクサー（USS Boxer）に回収された。

## 問題点
今回の実験では、大きな問題点が三つ挙げられた。第一点は、機械船のエンジンが80秒間しか適切に作動しなかったことである。原因は、酸化剤の系統が破損して圧力ガスのヘリウムが酸化剤に混入してしまったことであった。第二点は、大気圏再突入時に司令船の電力が停止して制御不能に陥った事、第三点は、同じく大気圏再突入時に回路がショートして計測機器が停止してしまったことであった。電気系統に関する問題は配線の不備によることがすぐに判明したので、ただちに改善された。

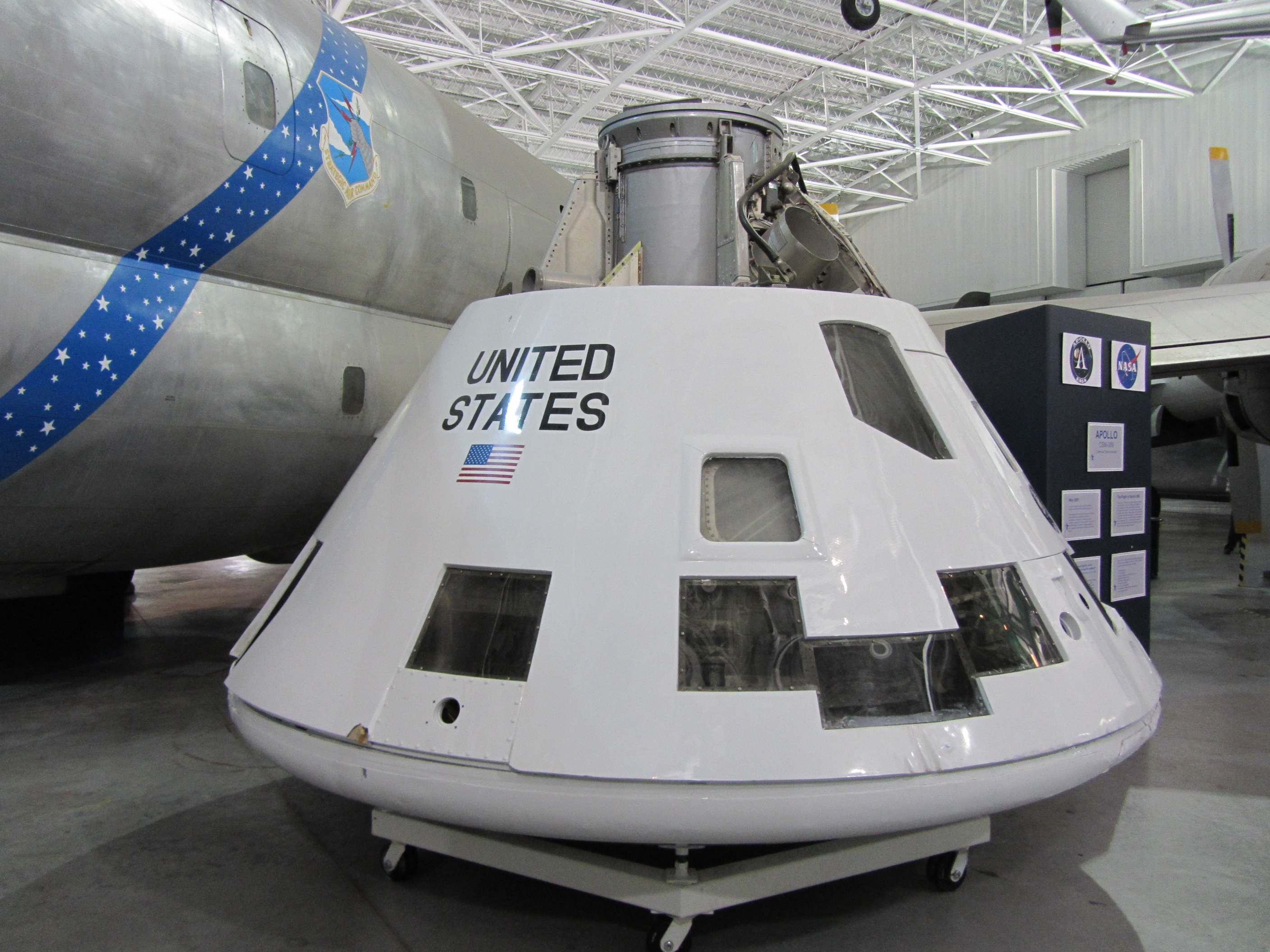
ネブラスカ州アッシュランドの戦略空軍博物館に展示されているAS-201司令船

実験で使用された司令船は、その後ホワイト・サンズミサイル基地で落下試験などに使われ、現在はネブラスカ州アッシュランドの戦略空軍博物館に展示されている。